# Karl Rehbein
Karl Heinrich Ferdinand Rehbein (* 14. Oktober 1885 in Hanau; † 3. März 1956 ebenda) war ein deutscher sozialdemokratischer Politiker und Gewerkschafter.

## Leben
Der gelernte Goldschmied Rehbein trat 1902 der Gewerkschaft und 1905 der SPD bei und gehörte dort zu einem örtlichen Kreis von Parteilinken um den Arzt Dr. Wagner. Während des Ersten Weltkrieges schloss Rehbein sich der Spartakusgruppe an, welche in Hanau eine ihrer Hochburgen hatte, und wurde nach Kriegsende hauptamtlicher Sekretär des Deutschen Metallarbeiterverbandes (DMV) in Hanau, einen Posten, welchen er bis 1933 innehatte. Weiterhin war Rehbein Mitglied des Magistrats und der Stadtverordnetenversammlung von Hanau sowie des Kommunallandtag Kassel und dem Provinziallandtag der Provinz Hessen-Nassau.
Als Gründungsmitglied der KPD und Delegierter auf dem Vereinigungsparteitag mit der USPD 1920 tendierte er während der innerparteilichen Auseinandersetzungen um die Märzaktion 1921 zur Kommunistischen Arbeitsgemeinschaft (KAG) um Paul Levi und wurde, obwohl Unterstützer des „rechten“ Parteiflügels um Heinrich Brandler und August Thalheimer, 1924 und 1928 als Kandidat aufgestellt und in den Preußischen Landtag gewählt.

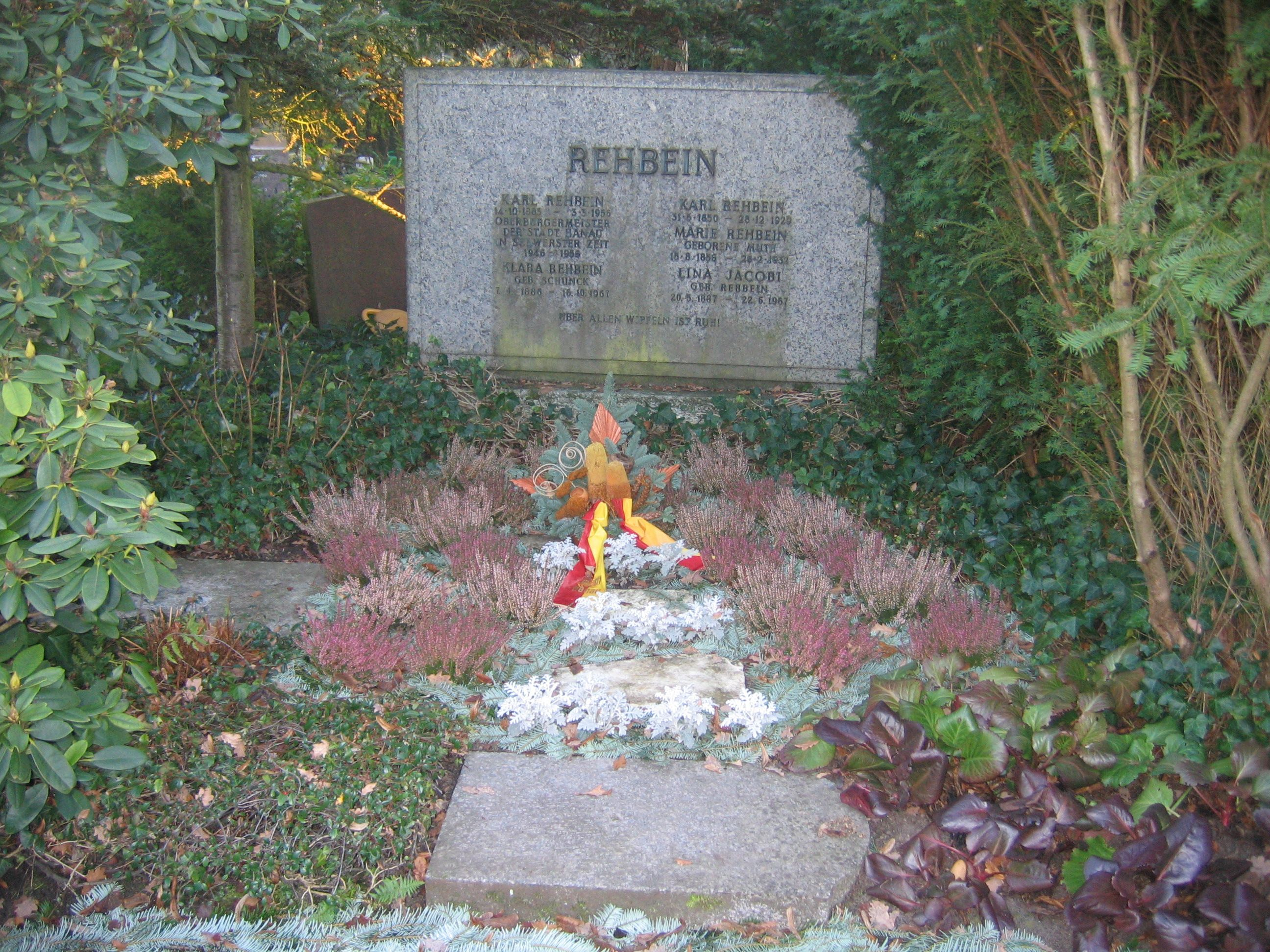
Grab von Karl Rehbein auf dem Hanauer Hauptfriedhof

Nach der Wittorf-Affäre 1928 wurde Rehbein im Dezember 1928 aus der KPD ausgeschlossen und trat zunächst der neu gegründeten Kommunistischen Partei-Opposition (KPO) bei; schloss sich aber unter Mitnahme seines Landtagsmandates im April 1929 der SPD an, für welche er auch 1932 wieder in den Landtag gewählt wurde.

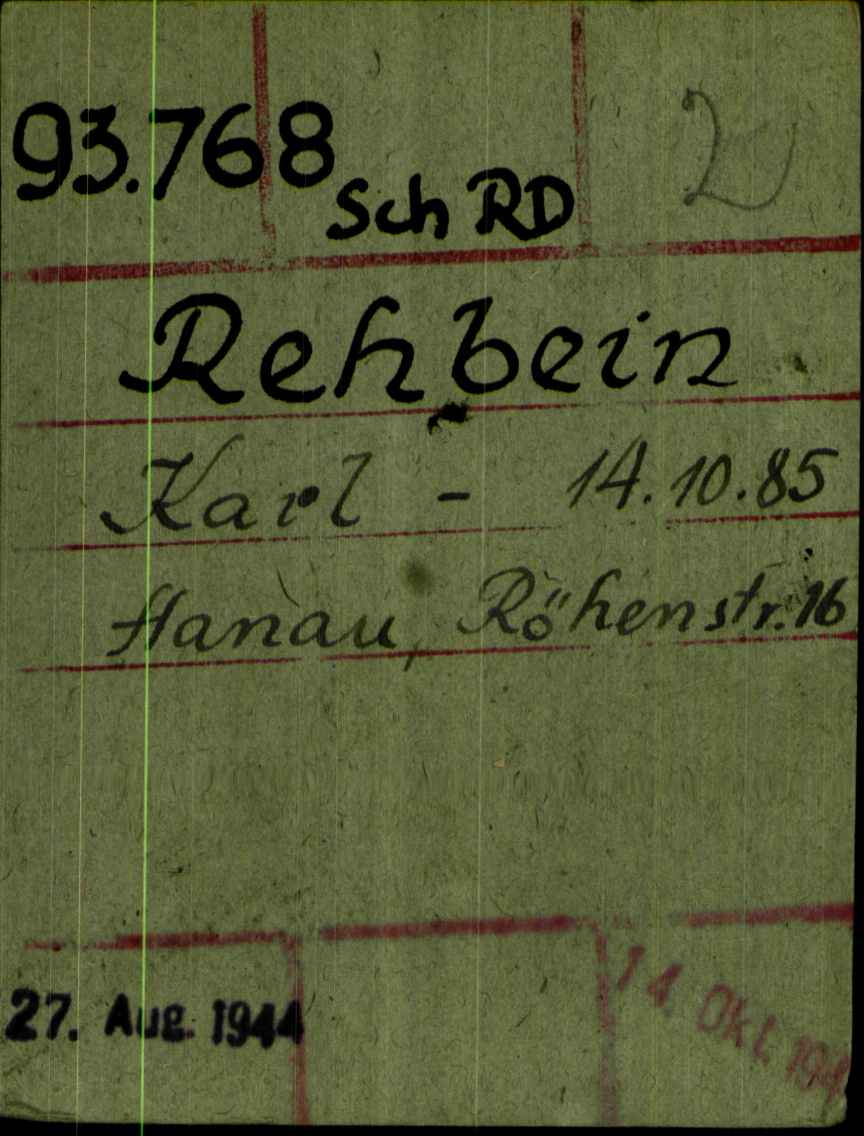
Registrierungskarte von Karl Rehbein als Gefangener im nationalsozialistischen Konzentrationslager Dachau

Nach der Machtübernahme der NSDAP legte Rehbein im Mai 1933 sein Landtagsmandat nieder und musste in den nächsten Jahren von Arbeitslosenunterstützung leben. 1936 wurde Rehbein verhaftet und ins KZ Sachsenhausen verschleppt, wo er bis 1940 gefangen gehalten wurde. Erneut wurde Rehbein nach dem 20. Juli 1944 verhaftet und war bis zur Befreiung Ende April 1945 im KZ Dachau inhaftiert.
Rehbein wurde nach seiner Rückkehr nach Hanau zum Polizeidirektor von Hanau ernannt und im Juli 1946 zum Oberbürgermeister der Stadt Hanau gewählt. Beide Ämter hatte der über die Parteigrenzen hinweg geachtete Rehbein bis zu seinem Tode im März 1956 inne. 1946 war er darüber hinaus Mitglied des beratenden Landesausschusses Groß-Hessens.

## Ehrungen
- 1955: Großes Verdienstkreuz der Bundesrepublik Deutschland
- Ein Hanauer Gymnasium trägt den Namen Karl-Rehbein-Schule.